# Cuidador de viaje

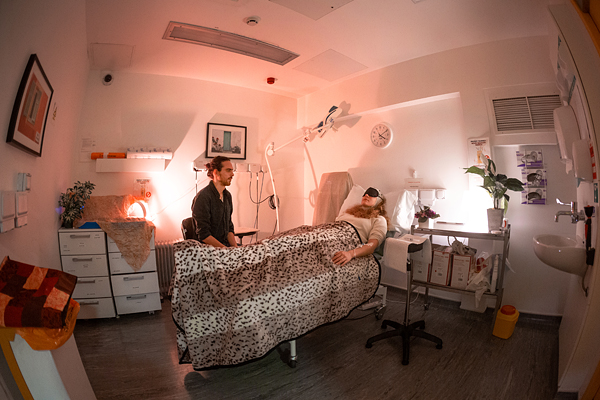
En el Centro Imperial para la Investigación Psicodélica los ensayos clínicos con psilocibina son acompañados por un cuidador de viaje.

Un cuidador o cuidadora de viaje (en inglés trip sitter) es una persona con experiencia que acompaña la experiencia psicodélica de una persona novata en este tipo de vivencias. La persona cuidadora permanece sobria durante toda la sesión que puede durar hasta 10 horas en función de la sustancia utilizada. La persona cuidadora cumple la función de incrementar la seguridad de las experiencias psicodélicas. Por lo general, los psicotrópicos utilizados en este tipo de acompañamientos son LSD, psilocibina, DMT, MDMA y hongos psiclocibios.
Se utiliza en la psicoterapia psicodélica en donde la recomendación es reducir el intercambio verbal entre el cuidador y el paciente de modo que las distracciones externas sean mínimas, salvo surjan momentos de «fuertes resistencias» en donde el rol del cuidador será ayudar al paciente a salir del «punto muerto». Antes y después de la experiencia con psicotrópicos, se llevan a cabo sesiones de terapia verbal para ayudar a integrar la experiencia, no necesariamente con la presencia de la persona que cumplió el rol de cuidador de viaje.

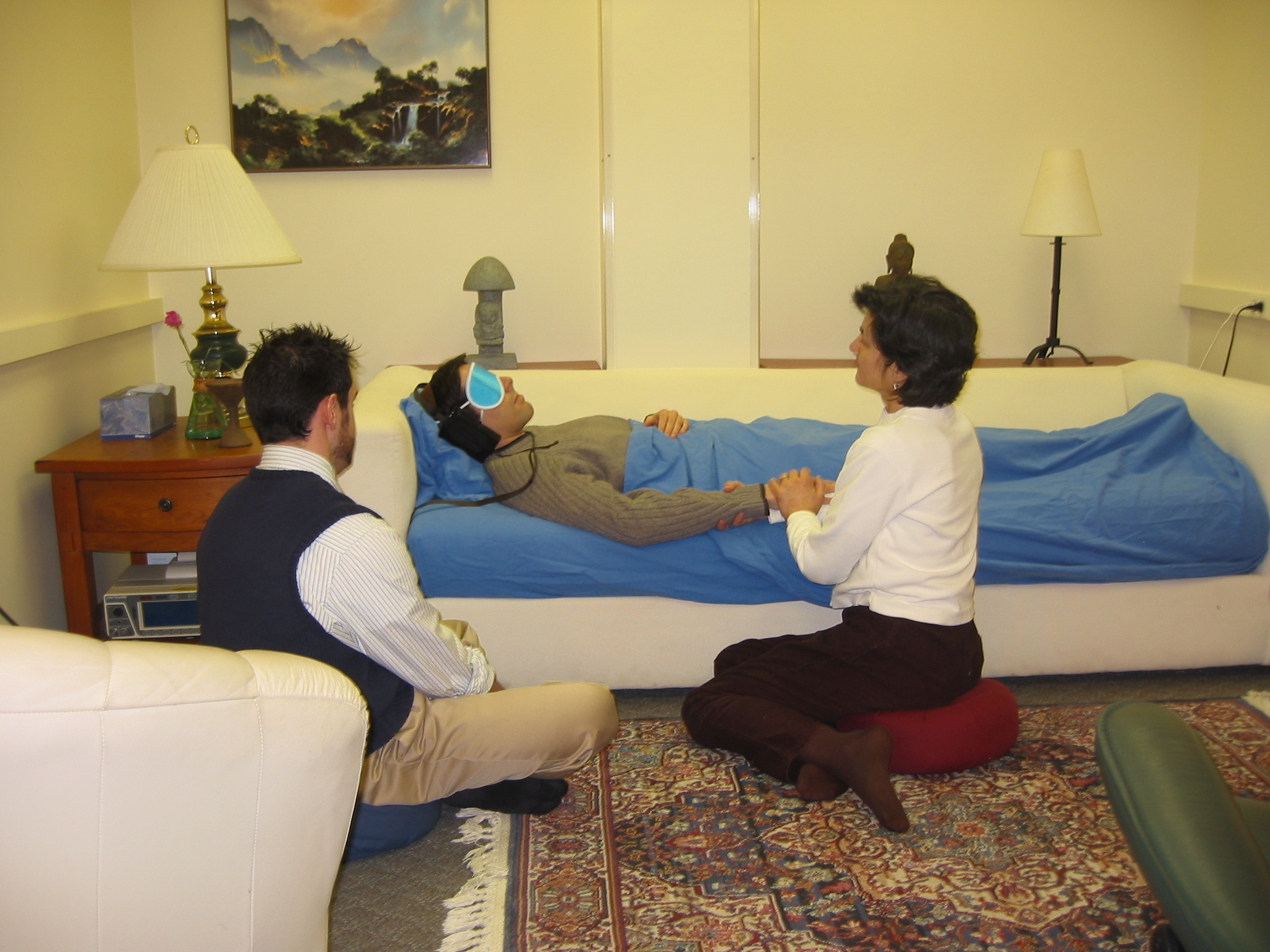
Ensayo clínico con psilocibina con dos cuidadores de viaje en la Universidad Johns Hopkins en EE. UU.

En algunos casos como en los ensayos clínicos en la investigación con psicodélicos pueden ser dos personas que acompañan la experiencia de una sola persona. De acuerdo al investigador británico Robin Carhart-Harris et al.: 

Los pacientes inscritos en los ensayos psicodélicos modernos suelen tener acceso a dos profesionales de la salud mental compasivos. Estos «cuidadores» o «guías» sirven para preparar cuidadosamente al paciente para su primera experiencia, apoyarlo durante la misma y ayudarlo a integrar su contenido y significado después. Tal apoyo intensivo es inusual en el contexto de los servicios convencionales de salud mental, y a pesar de su cuestionable viabilidad en términos de tiempo y costos asociados, ha sido la norma en los ensayos psicodélicos modernos.
Psychedelics and the essential importance of context (2018) 32 (7): 2.

Fuera de los contextos de psicoterapia y ensayos clínicos, existen cuidadores de viaje profesionales que participan acompañando la sesión privada de aquellos interesados en tener una experiencia con sustancias psicodélicas.

## Galería de imágenes

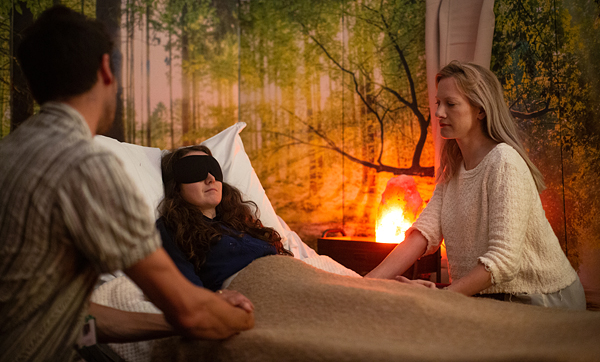
El paciente permanece echado y suele usar una venda en los ojos.
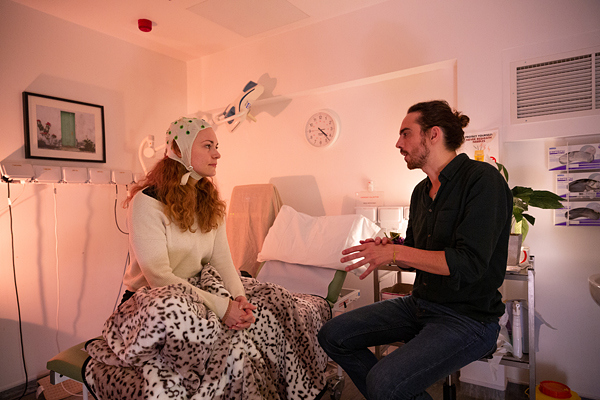
El cuidador de viaje realiza una explicación antes de la toma.